# Milwaukee Brewers
Milwaukee Brewers är en professionell basebollklubb i Milwaukee i Wisconsin i USA som spelar i National League, en av de två ligorna i Major League Baseball (MLB). Klubbens hemmaarena är American Family Field.

## Historia
Klubben grundades 1969 i Seattle i Washington under namnet Seattle Pilots när American League utökades med två nya klubbar (den andra var Kansas City Royals). Efter bara en säsong i Seattle köptes klubben av en grupp från Milwaukee och flyttades dit bara några dagar innan 1970 års säsong skulle börja. Klubbens nya namn blev Milwaukee Brewers. Smeknamnet Brewers kommer av de många öl-bryggerier som fanns och finns i Milwaukee, bland andra Miller, och har använts av flera basebollklubbar från staden ända sedan 1800-talet. Till exempel fanns det 1901 en klubb i American League som hette Milwaukee Brewers. Den klubben flyttades 1902 till St. Louis och bytte namn till St. Louis Browns. 1954 flyttades den till Baltimore och bytte namn till dagens Baltimore Orioles.
Klubben spelade i American League fram till och med 1997, men därefter flyttades klubben över till National League.
Brewers har spelat i World Series en gång, 1982, då man förlorade mot St. Louis Cardinals med 3–4 i matcher. Efter 1982 dröjde det till 2008 innan klubben gick till slutspel igen, men därefter har det hänt oftare. 2011 åkte man ut mot Cardinals efter en förlust med 2–4 i matcher i National League Championship Series (NLCS) och 2018 var man ännu närmare klubbens andra World Series när man förlorade mot Los Angeles Dodgers med 3–4 i matcher i NLCS. 2020, då grundserien var förkortad till 60 matcher på grund av coronaviruspandemin, gick Brewers (och även Houston Astros) till slutspel trots att man förlorade fler matcher (31) än man vann (29), något som aldrig hänt tidigare i MLB:s historia.

## Hemmaarena
Hemmaarena är American Family Field, invigd 2001 och fram till och med 2020 kallad Miller Park. Brewers spelade 1970–2000 i Milwaukee County Stadium. Seattle Pilots spelade i Sick's Stadium.

## Spelartrupp

### Aktiva
| Nr | Land                    | Pos | Namn             |
| -- | ----------------------- | --- | ---------------- |
| 25 | USA                     | P   | Taylor Rogers    |
| 26 | USA                     | P   | Aaron Ashby      |
| 35 | USA                     | P   | Brent Suter      |
| 38 | USA                     | P   | Devin Williams   |
| 39 | USA                     | P   | Corbin Burnes    |
| 41 | USA                     | P   | Jason Alexander  |
| 45 | USA                     | P   | Brad Boxberger   |
| 48 | USA                     | P   | Trevor Gott      |
| 50 | USA                     | P   | Matt Bush        |
| 51 | Dominikanska republiken | P   | Freddy Peralta   |
| 52 | USA                     | P   | Eric Lauer       |
| 53 | USA                     | P   | Brandon Woodruff |
| 55 | USA                     | P   | Hoby Milner      |

| Nr | Land                    | Pos | Namn             |
| -- | ----------------------- | --- | ---------------- |
| 0  | Puerto Rico             | C   | Mario Feliciano  |
| 7  | Puerto Rico             | C   | Víctor Caratini  |
| 2  | Mexiko                  | INF | Luis Urías       |
| 11 | USA                     | INF | Rowdy Tellez     |
| 16 | USA                     | INF | Kolten Wong      |
| 18 | USA                     | INF | Keston Hiura     |
| 20 | USA                     | INF | Mike Brosseau    |
| 27 | Dominikanska republiken | INF | Willy Adames     |
| 3  | USA                     | OF  | Jonathan Davis   |
| 12 | USA                     | OF  | Hunter Renfroe   |
| 15 | USA                     | OF  | Tyrone Taylor    |
| 22 | USA                     | OF  | Christian Yelich |
| 24 | USA                     | OF  | Andrew McCutchen |

### Skadade
| Nr | Land                    | Pos | Namn           |
| -- | ----------------------- | --- | -------------- |
| 31 | Dominikanska republiken | P   | Jandel Gustave |
| 37 | USA                     | P   | Adrian Houser  |
| 54 | USA                     | P   | Jake Cousins   |
| 56 | USA                     | P   | Justin Topa    |

| Nr | Land                    | Pos | Namn           |
| -- | ----------------------- | --- | -------------- |
| 58 | Dominikanska republiken | P   | Miguel Sánchez |
| 10 | Venezuela               | C   | Omar Narváez   |
| 14 | USA                     | INF | Jace Peterson  |

### Avstängda
| Nr | Land                    | Pos | Namn       |
| -- | ----------------------- | --- | ---------- |
| 36 | Dominikanska republiken | P   | J.C. Mejía |

## Fotogalleri

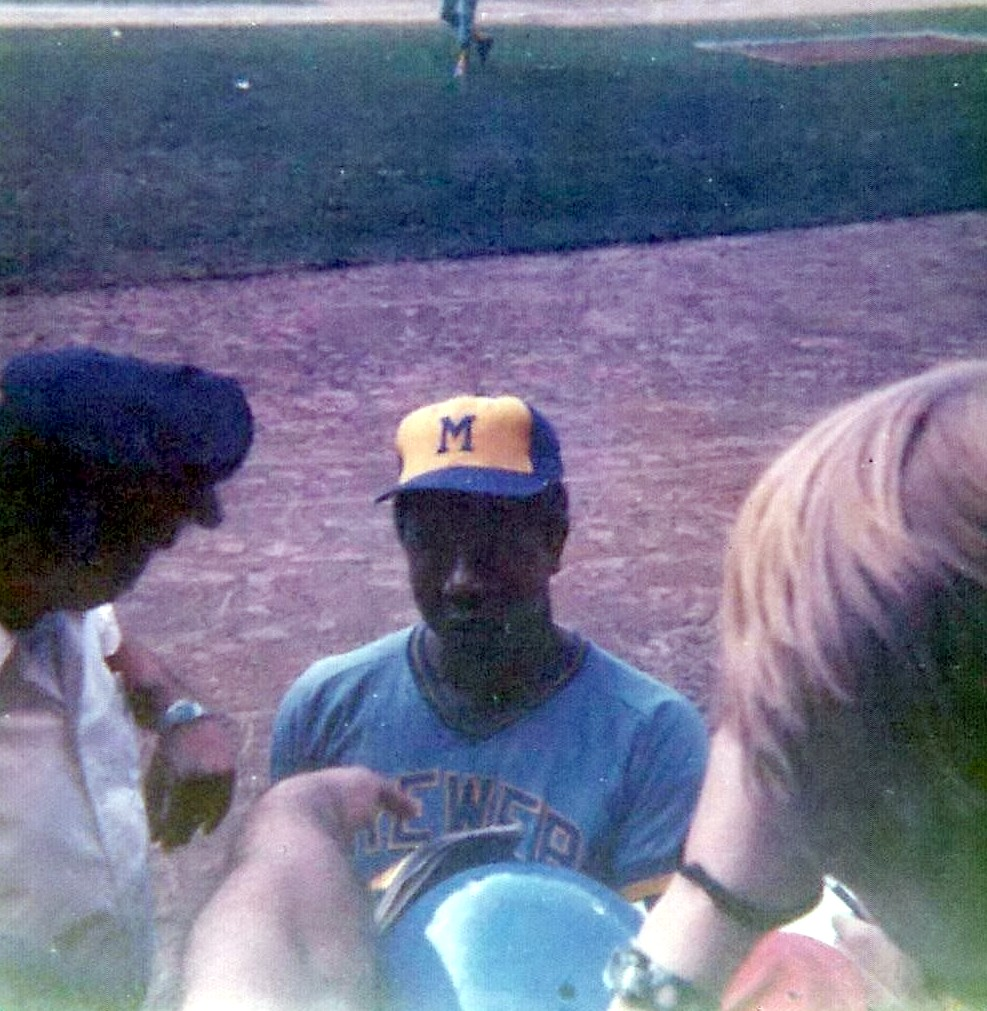
Hank Aaron.
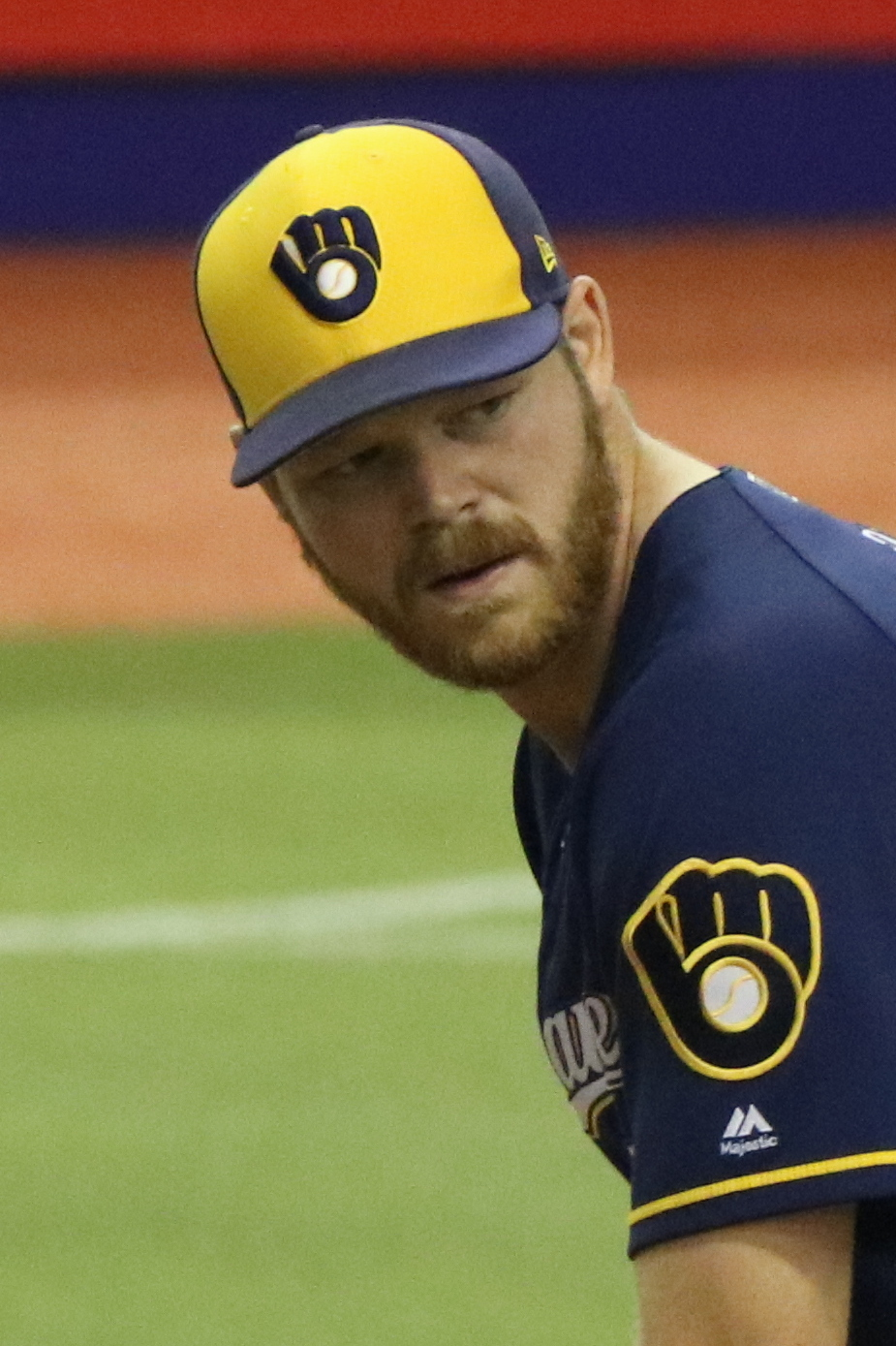
Brandon Woodruff.
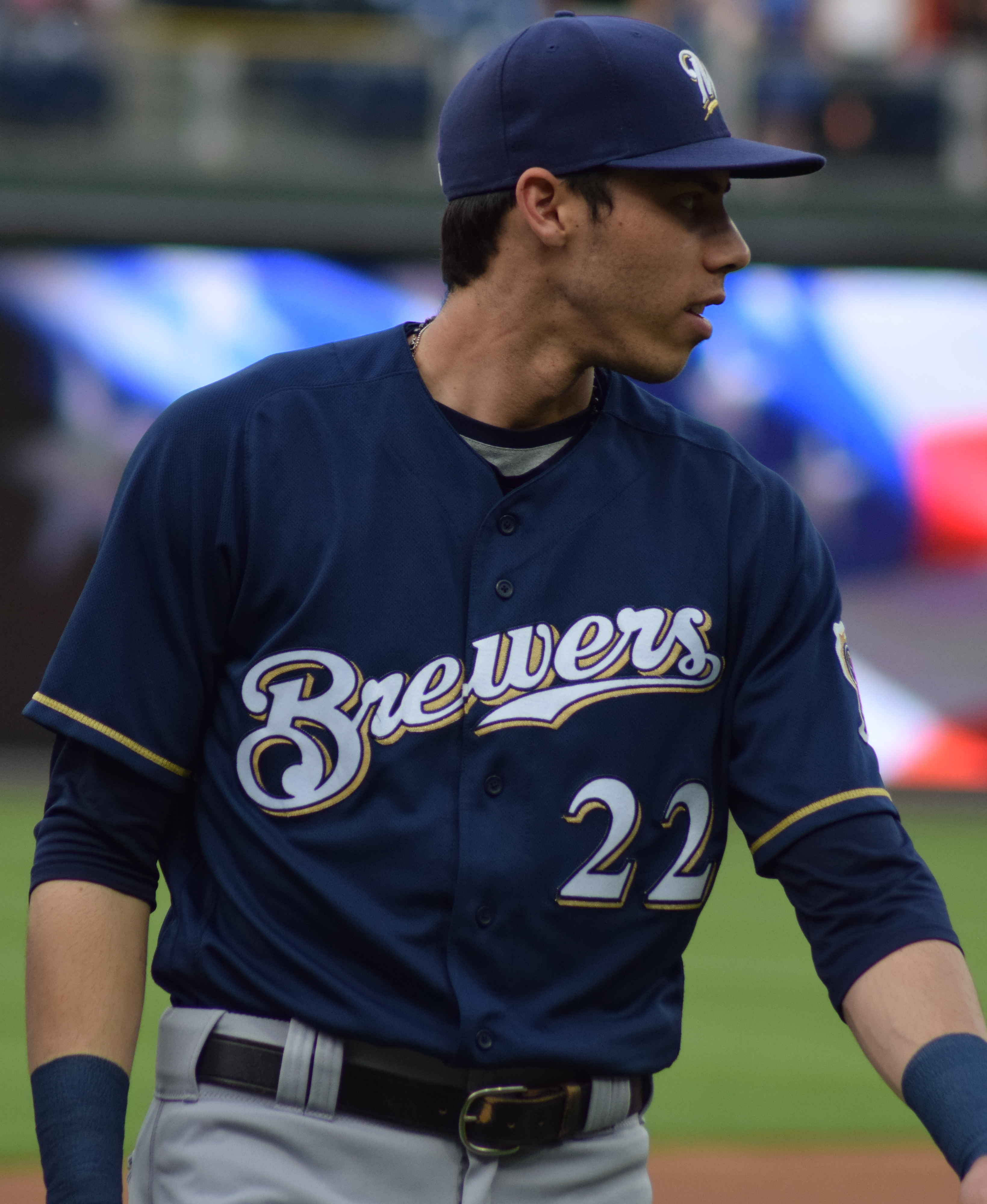
Christian Yelich.